# خنفساء القلف
خنفساء القلف (الاسم العلمي: Scolytus) هي جنس من الحشرات يتبع فصيلة السوسية الحقيقية من رتبة غمديات الأجنحة. تصيب قلف الأشجار. من أنواعها خنفساء قلف اللوزيات.

## الضرر وأعراض الإصابة
تتغذى الحشرة الكاملة على الأوراق والبراعم أو قلف الأغصان والنموات الطرفية وتحفر الإناث أنفاقاً لوضع البيوض. تحفر اليرقات أنفاقاً عمودية على النفق الرئيسي. ومن أعراض الحشرة وجود ثقوب مستديرة على أغصان وسوق الأشجار مما يؤدي إلى جفاف الشجرة وموتها.

## الوقاية والمكافحة
للوقاية من هذه الحشرة يجب إتباع ما يلي:
- الخدمة الجيدة لبستان المشمش والري المنتظم
- تقليم الأغصان المصابة وقطع الأشجار الضعيفة والميتة وحرقها.
- ولمكافحتها لا بد من الرش بأحد المبيدات الحشرية المناسبة.

## من أنواع خنفساء القلف
- خنفساء القلف الأوريغونية
- خنفساء القلف البطنانية
- خنفساء القلف التفاحية
- خنفساء القلف الجبلية
- خنفساء القلف الجعيداء
- خنفساء القلف القاتمة
- خنفساء القلف القاسية
- خنفساء القلف الكليلة
- خنفساء القلف المسننة
- خنفساء القلف المنعكسة
- خنفساء القلف شبه حرشفية